# Kabinett Alexander von Bülow
Das Kabinett Alexander von Bülow bildete vom 1. Juli 1886 bis zum 12. Juli 1901 die von Großherzog Friedrich Franz III. und seinem Nachfolger Prinzregent Johann Albrecht eingesetzte Landesregierung von Mecklenburg-Schwerin.
Die Amtszeit des Kabinetts wurde im erheblichen Ausmaß von den Erkrankungen des Großherzoges beeinflusst. Als Folge der langen Abwesenheit des Großherzogs durch Kuraufenthalte an der Côte d’Azur hatte dessen Regentschaft vorwiegend repräsentativen Charakter. Staatsminister Alexander von Bülow übernahm daher bereits im Jahr 1886 die Verantwortung für die Regierungsgeschäfte. Wenig konnte der Erkrankte an politischen Entscheidungsprozessen mitwirken. In der Winterzeit hielt sich der Großherzog aufgrund seiner Lungenerkrankung in Cannes auf. Akten wurden von Schwerin nach Cannes verbracht, der Staatsminister und der Landmarschall mussten zum Vortrag nach Cannes reisen. Nach dem Tod von Friedrich Franz III. am 10. April 1897 in Cannes übernahm dessen Bruder Johann Albrecht für den noch minderjährigen Friedrich Franz IV. die Regentschaft.
| Amt | Name                                                                                     |
| Staatsminister, Präsident des Staatsministeriums Auswärtige Angelegenheiten und Großherzogliches Haus Inneres, ab 25. September 1886 | Alexander von Bülow                                                                      |
| Inneres | Georg Wilhelm von Wetzell, 1. Juli 1886 – 24. September 1886                             |
| Justiz1 | Hermann von Buchka, 1. Juli 1886 – 31. März 1893 Julius von Amsberg, ab 1. April 1893    |
| Finanzen | Bodo von Bülow, 1. Juli 1886 – 1. Oktober 1896 Adolph von Pressentin, ab 1. Oktober 1896 |

1 Das Justizministerium beinhaltete die Abteilungen für die geistlichen, die Unterrichts- und die Medizinalangelegenheiten.